# Rechbergsche Scheuer

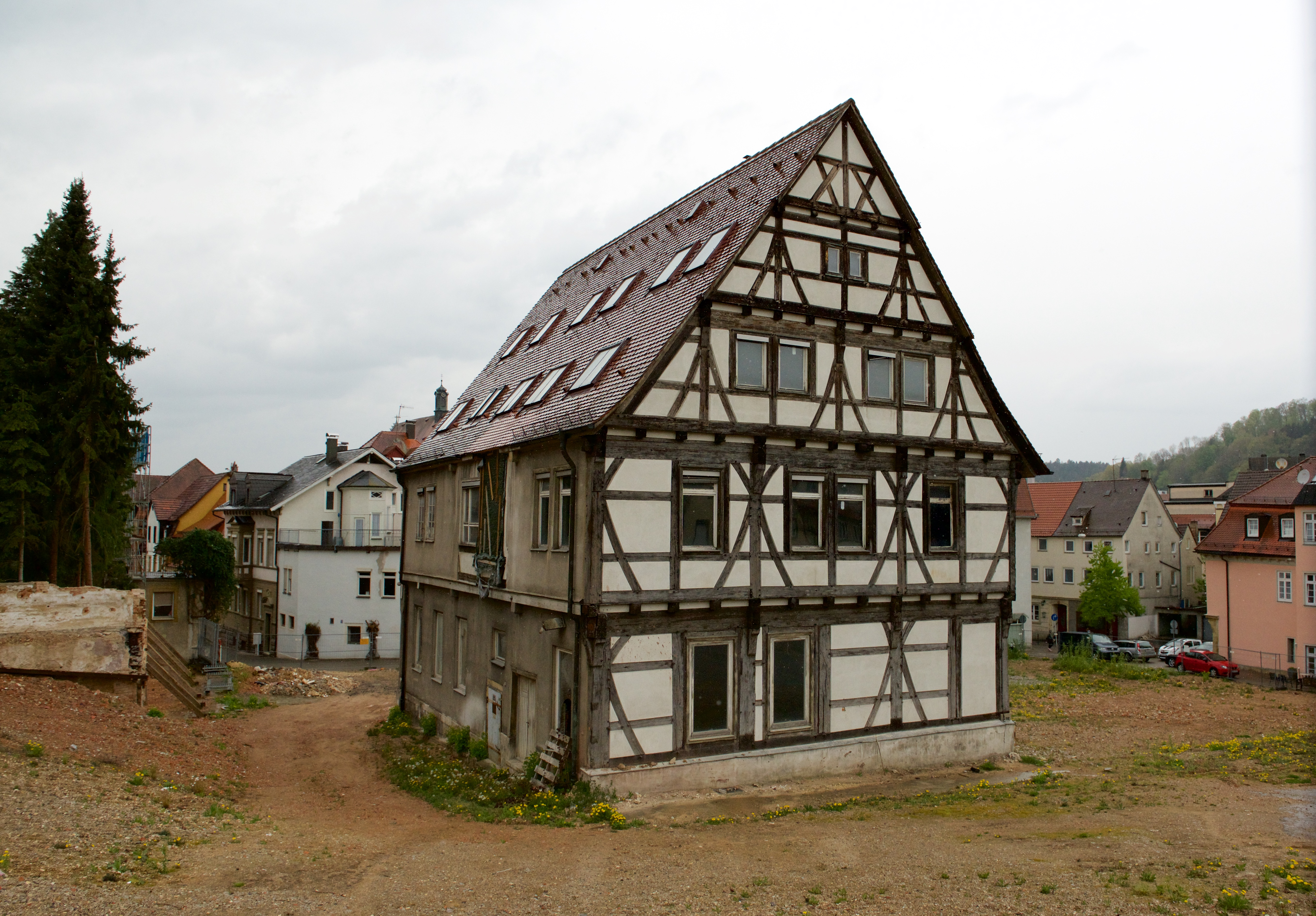
Rechbergsche Scheuer von Osten 2015

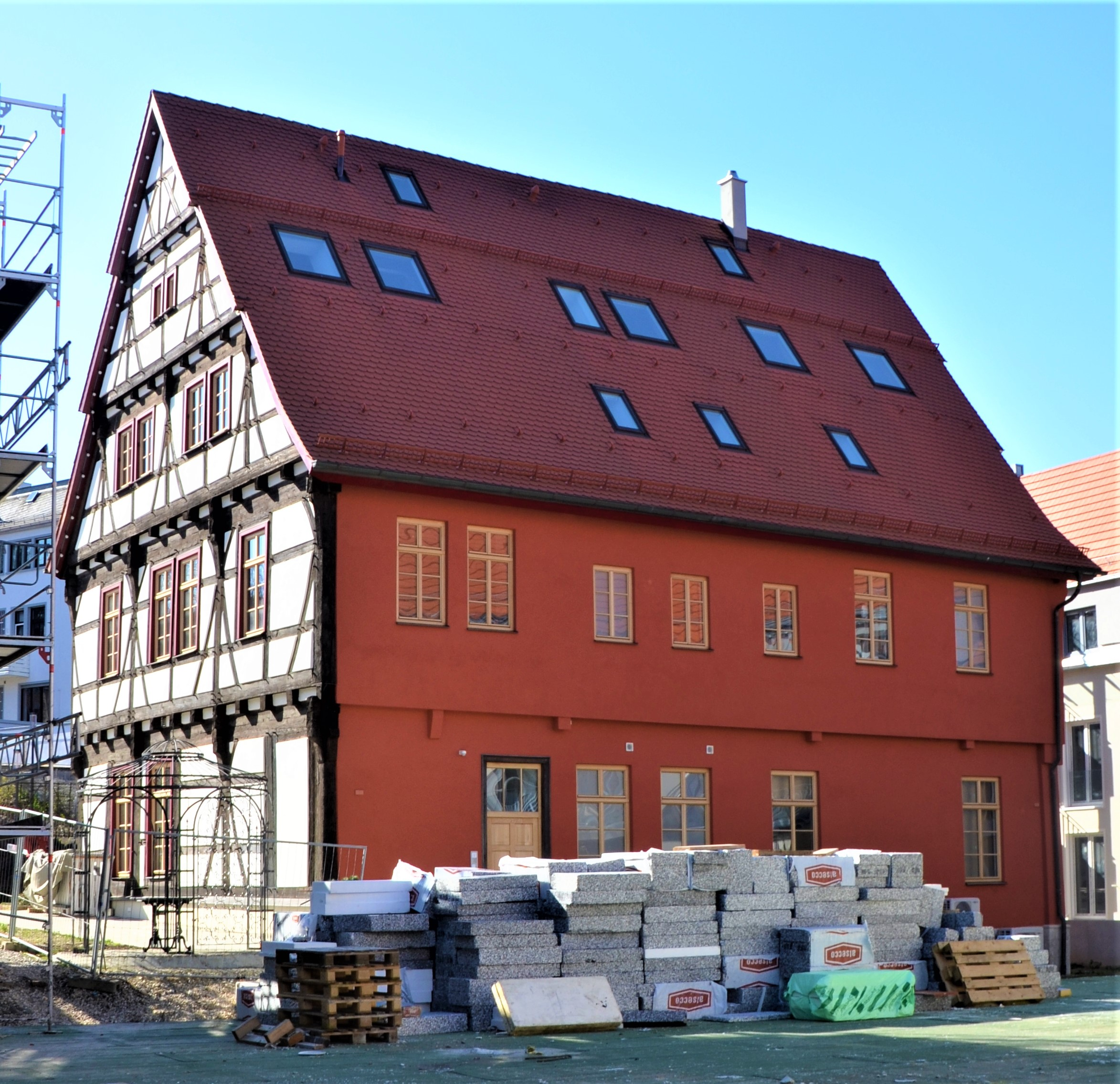
Rechbergsche Scheuer von Norden 2020

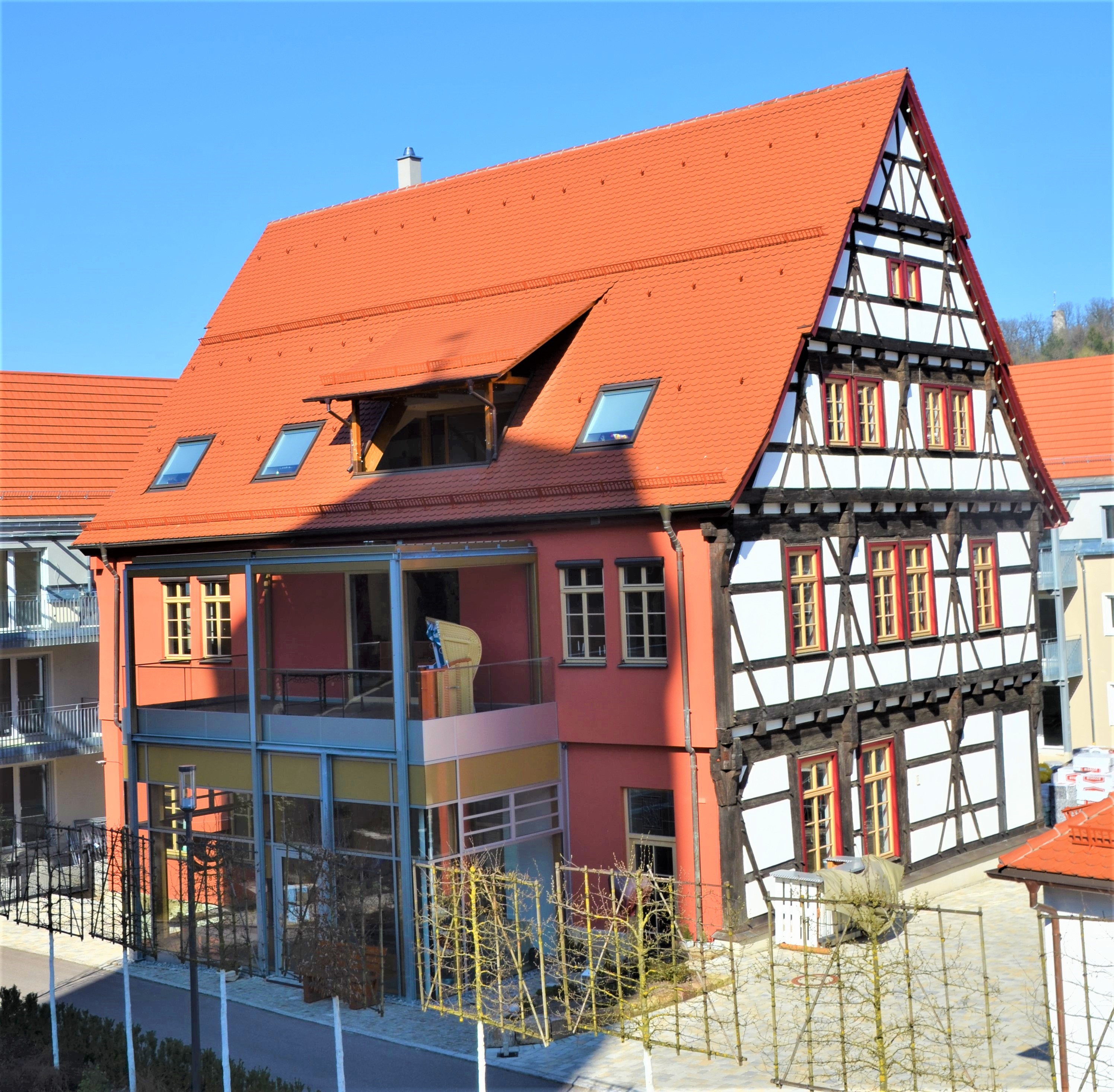
Rechbergsche Scheuer von Südosten 2020

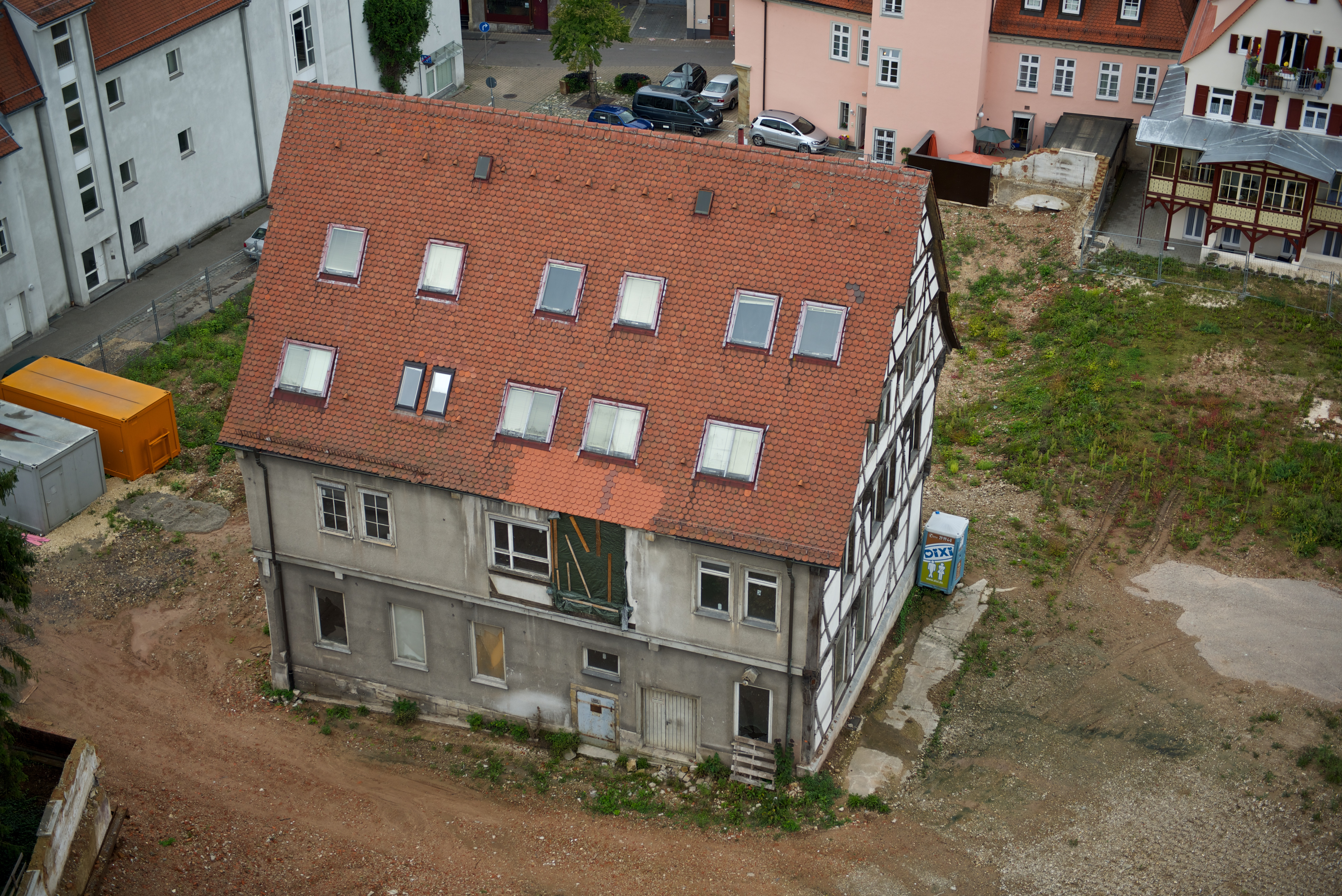
Rechbergsche Scheuer 2014 vom Königsturm aus

Die Rechbergsche Scheuer (Rinderbacher Gasse Nr. 8a) ist ein Fachwerkhaus in der Altstadt von Schwäbisch Gmünd unterhalb des Königsturms gelegen. Es gehörte zum 1857 abgebrochenen Rechbergschen Haus (ehemals Rinderbacher Gasse Nr. 8, auch Rechberghaus oder Haus Haug). Der Name geht auf das Gmünder Adelsgeschlecht Rechberg zurück. Durch ihre zurückversetzte Lage grenzt sie an die Imhofstraße.

## Geschichte der Rechberger Scheuer
Die Rechbergsche Scheuer ist ein mächtiges Fachwerkhaus aus dem frühen 16. Jahrhundert. Es wurde wahrscheinlich entsprechend der Angaben am Gebälk um 1510/1520 errichtet und verfügt über einen Keller mit Tonnengewölbe. Das Haus wurde vielfältig als Nebengebäude des Rechbergschen Hauses genutzt. Im 19. Jahrhundert erfuhr die Scheuer, nun als Teil einer Silberwarenfabrik, die Umgestaltung zu einem Wohnhaus, Kontor- und Fabrikgebäude. Als 1938 ein modernes Fabrik- und Bürogebäude in der Nachbarschaft der Scheuer errichtet wurde, kam es erneut zur Umnutzung. Das Gebäude wurde nun für die Abteilungen Buchhaltung und Einkauf sowie als Magazin und als Archiv des Unternehmens genutzt.
Während ab den 1950/1960er-Jahren größere Investitionen ausblieben, wurde noch bis 1998 auf dem Areal Silberwaren produziert. Um die Jahrtausendwende, als die Umnutzung des sogenannten Deyhle-Areals in die Diskussion kam, wurde die Zukunft der Rechbergschen Scheuer ungewiss. 2005 regte die CDU-Fraktion an, den Abriss der Scheuer zu prüfen. Im Oktober 2013 wurde mit dem Abriss des Areals begonnen. Im November 2013 fiel dabei der letzte große Industrieschornstein in der Gmünder Kernstadt.
Nachdem anstelle der Rechbergschen Scheuer unter anderem der Bau eines Altenpflegeheims geplant war, konnte schließlich eine Lösung zum Erhalt des Gebäudes gefunden werden, an dem neben Stadträten auch die Stadtverwaltung interessiert war. Der Umbau zu einer staufischen Manufaktur erwies sich als nicht finanzierbar. 2016 begann die Sanierung und Umgestaltung der Scheuer zu Praxis- und Wohnräumen. Die Bauleitung des denkmalgerechten Umbauprojektes wurde vom Gmünder Münsterarchitekten Paul Philipp Waldenmaier übernommen.

## Geschichte des Rechberger Hauses
Das Rechbergsche Haus (Rinderbachergasse Nr. 8) stammte wohl aus dem 15. Jahrhundert. Das Haus trug die Jahreszahl 1473 und war dem Wappen nach Eigentum des Junkers Jörg Flad. Das Patrizierhaus wurde im frühen 16. Jahrhundert von Leonhard Haug bewohnt, der ab 1520 in Gmünd als Stadttierarzt wirkte. Eine insoweit bekannte Persönlichkeit der Stadtgeschichte, als dass er als wohlhabender Bürger der Stadt im Schmalkaldischen Krieg als Geisel genommen wurde. Er war es, der an das dreistöckige Haus mit Kreuzgiebel und mächtigen Steintor ein zweigeschossiges Renaissancegartenhaus anbauen ließ.
1556 verkauften die Söhne von Haug das Haus an Philipp von Wollmershausen zu Amlishagen. Nach dessen Tod wurde das Anwesen zum Witwensitz. Zunächst nutzte Osanna von Wollmershausen das Haus. 1569 heiratete ihre Tochter Johanna den Kaspar Bernhard I. von Rechberg zu Donzdorf und erhielt dabei das Anwesen als Mitgift. Es blieb nun Witwensitz sowie Wohnhaus für die unverheirateten Töchter der Rechberger. Anfang des 16. Jahrhunderts wurde zudem das benachbarte Haus Rinderbacher Gasse Nr. 10 erworben, das nun ebenfalls zum Rechbergschen Anwesen gehörte. Dieses war ein spätromanisches Steinhaus von Anfang oder Mitte des 13. Jahrhunderts. In dieser Zeit gingen diverse Stiftungen von den Bewohnerinnen an die Gmünder Kirchen und Klöster, wie zum Beispiel das benachbarte Gmünder Franziskanerkloster oder das Gmünder Spital. 1673 gaben die Rechberger das Anwesen nach Streitigkeiten mit Reichstadt ab.
Es folgte eine Zeit häufiger Besitzerwechsel. Das Anwesen gehörte zwischenzeitlich den Gmünder Patrizierfamilien Stahl, Debler, Wingert, Storr von Ostrach. Anschließend gehörte es der Kathrinenpflege. 1800 erwarb der Rotgerber Jörg Eisele das Areal, Stahl, Debler, Wingert, Storr von Ostrach. 1807 erwarb der Gmünder Silberwarenfabrikant Dominikus Forster zunächst das Haus Nr. 10 und errichtete es 1832 im klassizistischen Stil größtenteils neu. Bis 1848 hatte er auch die restlichen Gebäude des Areals erworben.
Das mittelalterliche Rechbergsche Haus, dessen Wetterfahnen das rechbergsche Wappen und die Jahreszahl 1613 zeigte, wurde 1857 für die Errichtung eines weiteren Fabrikgebäudes für die Silberwarenfabrik Deyhle abgebrochen.